# Darci Bessone
Darci Bessone de Oliveira Andrade (Montes Claros, 12 de novembro de 1910 – Belo Horizonte, 6 de dezembro de 1997) foi um advogado e político brasileiro.
Filho de José Bessone de Oliveira Andrade e Maria Fróis de Oliveira Andrade. Seu filho, Leopoldo Pacheco Bessone, foi deputado federal por Minas Gerais (1979-1984, 1986, 1987-1988, 1989-1999), constituinte (1987-1988) e ministro do Desenvolvimento Agrário (1988-1989).
Foi consultor-geral da República na presidência de José Sarney, de 15 de março a 28 de agosto de 1985, sucedido por Paulo Brossard.